# بنجامین بالرت
 بنجامین بالرت (انگلیسی: Benjamin Balleret؛ زادهٔ ۱۵ ژانویهٔ ۱۹۸۳) یک تنیس‌باز اهل موناکو است.